# Ladri di Biciclette
Ladri di Biciclette – włoski zespół muzyczny.
Ich debiut nastąpił w 1989, gdy zaprezentowali na Festiwalu Piosenki Włoskiej w San Remo swój utwór Ladri di Biciclette (w kategorii Nowe propozycje). Latem 1990 roku ich piosenka Sotto questo sole zwyciężyła na Festivalbar. Pod koniec 1991 wokalista Paolo Belli zadecydował o rozpoczęciu kariery solisty. 
Wydali album Figli di un do minore i TRE, a także singel Alza la testa.

## Skład
- pianista Enrico Prandi
- wokalista Paolo Belli
- basista Daniele Bagni
- gitarzysta Raffaele Chiatto
- perkusista Cesare Barbi
- Beppe Cavani
- Massimo Morselli
- saksofonista Corrado Terzi
- wokalista Giordano Gambogi
- Enrico Guastalla